# Dacota (Aruba)
Dacota, Dakota – miejscowość (plaats) w strefie Dacota/Potrero, w regionie Oranjestad-Oost w północno-zachodniej części kraju autonomicznego Aruba, należącego do Holandii, w Ameryce Południowej.
Tutejszy klub piłki nożnej to SV Dakota.